# Simon Crane
Simon Crane (* 1960 in Twickenham) ist ein britischer Stuntman und Schauspieler.

## Leben und Karriere
Sein erster Einsatz als Stuntman war 1985 in James Bond 007 – Im Angesicht des Todes. Es folgten Einsätze in Filmen wie Das Geheimnis des verborgenen Tempels und Aliens – Die Rückkehr. 1989 doubelte er Hauptdarsteller Timothy Dalton in Lizenz zum Töten und 1991 Kevin Costner in Robin Hood – König der Diebe. Ab 1993 wurde er auch Stunt-Coordinator und vollzog in dem Film Cliffhanger – Nur die Starken überleben den laut Guinness-Buch der Rekorde „kostspieligsten Stunt“. Für zahlreiche Blockbuster war er als Stunt-Coordinator tätig, darunter Braveheart (1995), Titanic (1997), Der Soldat James Ryan (1998), Lara Croft: Tomb Raider (2001), Terminator 3  (2003), Troja (2004), Hancock (2008) oder Salt (2010).
Seltener trat er zusätzlich als Schauspieler in Kleinstrollen auf. In dem Film Titanic (1997) verkörperte er den 4. Offizier Joseph Boxhall.
Seit den 1990er Jahren ist er auch als Second-Unit-Regisseur tätig. 2004, 2005 sowie 2011 war er für den Taurus Award nominiert.